# پریستیمانتیس برازنده
پریستیمانتیس برازنده (نام علمی: Pristimantis elegans) نام یک گونه از زیرراسته نوغوکان است.